# Manuel Iturri
Manuel Iturri (Provincia del Chaco, ... – ...; fl. XX secolo) è stato un calciatore argentino, di ruolo attaccante.

## Caratteristiche tecniche
Giocava come interno sinistro o come centravanti.

## Carriera

### Club
Iturri esordì in massima serie argentina durante la Primera División 1935, giocando due incontri con il Chacarita Juniors; passato al River Plate, aggiunse un'altra presenza in prima divisione durante il campionato 1936, ottenendo il titolo di campione d'Argentina. Nel 1937 si trasferì al Talleres di Remedios de Escalada: per la prima volta in carriera ebbe la possibilità di giocare con continuità da titolare in Primera División. Con il club bianco-rosso giocò 20 gare, e segnò 10 reti. Passò poi allo Sportivo Dock Sud, in seconda serie, giocando una gara nel 1939.

## Palmarès

### Club

#### Competizioni nazionali
- Campionato argentino: 1

River Plate: 1936